# Gare de Jijel
La gare de Jijel est une gare ferroviaire algérienne située sur le territoire de la commune de Jijel, dans la wilaya de Jijel.

## Situation ferroviaire
La gare est située dans le centre-ville de Jijel, sur la ligne de Ramdane Djamel à Jijel. Terminus de la ligne, elle est précédée de la gare de Bazoul.

## Service des voyageurs

### Desserte
La gare de Jijel est desservie par les trains régionaux de la liaison Constantine - Jijel,.